# Nathan Fellows Dixon (Politiker, 1812)

Nathan Fellows Dixon

Nathan Fellows Dixon II (* 1. Mai 1812 in Westerly, Rhode Island; † 11. April 1881 ebenda) war ein US-amerikanischer Politiker, der den Bundesstaat Rhode Island im US-Repräsentantenhaus vertrat.
Die politische Tätigkeit hatte in seiner Familie Tradition. Dies begann mit seinem gleichnamigen Vater, der von 1839 bis 1842 dem US-Senat angehörte; sein Sohn, der ebenfalls den Namen Nathan Fellows Dixon trug, saß sogar in beiden Kammern des Kongresses.
Nachdem er eine Privatschule in Plainfield besucht hatte, machte Nathan Dixon 1833 seinen Abschluss an der Brown University. Danach studierte er die Rechtswissenschaften an den Law Schools in Cambridge und New Haven, woraufhin er 1837 in die Anwaltskammer aufgenommen wurde und in Westerly zu praktizieren begann. Er war außerdem im Bankgewerbe tätig.
Dixons politische Laufbahn begann mit der Mitgliedschaft im Repräsentantenhaus von Rhode Island zwischen 1841 und 1849. Weitere Amtsperioden in dieser Parlamentskammer folgten von 1851 bis 1854, von 1858 bis 1862 sowie zwischen 1871 und 1877. Im Jahr 1842 wurde er in das Beratergremium von Gouverneur Samuel Ward King (Governor's council) berufen.
Am 4. März 1849 zog Nathan Dixon als Mitglied der Whigs ins Repräsentantenhaus in Washington ein, aus dem er nach zwei Jahren zunächst wieder ausschied. Nach dem Zerfall der Whig Party schloss er sich den Republikanern an, als deren Abgeordneter er dem Kongress dann wieder ab dem 4. März 1863 angehörte. Dort verblieb er weitere acht Jahre und war unter anderem Vorsitzender des Handelsausschusses; 1870 stellte er sich dann nicht mehr zur Wahl. In der Folge war er wieder als Jurist sowie im Bankgeschäft tätig.